# Leonardo Moreira
Leonardo Moreira (盛礼良 レオナルド Moreira Leonardo?, nacido el 4 de febrero de 1986 en Minas Gerais) es un futbolista japonés que se desempeña como delantero.

## Trayectoria

### Clubes
| Club                 | País  | Año         |
| -------------------- | ----- | ----------- |
| Japan Soccer College | Japón | 2005 - 2006 |
| Sagan Tosu           | Japón | 2007 - 2008 |
| Tokyo Verdy          | Japón | 2009        |
| Tochigi SC           | Japón | 2009 - 2010 |
| Giravanz Kitakyushu  | Japón | 2010 - 2012 |
| Japan Soccer College | Japón | 2013        |
| Blaublitz Akita      | Japón | 2014 - 2015 |
| ReinMeer Aomori FC   | Japón | 2016        |
| FC Maruyasu Okazaki  | Japón | 2017 -      |

## Estadística de carrera

### J. League
| Club                | Año   | J. League | J. League | Copa J. League | Copa J. League | Total | Total |
| Club                | Año   | Part.     | Goles     | Part.          | Goles          | Part. | Goles |
| ------------------- | ----- | --------- | --------- | -------------- | -------------- | ----- | ----- |
| Sagan Tosu          | 2007  | 27        | 5         | -              | -              | 27    | 5     |
| Sagan Tosu          | 2008  | 27        | 4         | -              | -              | 27    | 4     |
| Tokyo Verdy         | 2009  | 3         | 0         | -              | -              | 3     | 0     |
| Tochigi SC          | 2009  | 14        | 1         | -              | -              | 14    | 1     |
| Tochigi SC          | 2010  | 10        | 0         | -              | -              | 10    | 0     |
| Giravanz Kitakyushu | 2010  | 16        | 2         | -              | -              | 16    | 2     |
| Giravanz Kitakyushu | 2011  | 32        | 5         | -              | -              | 32    | 5     |
| Giravanz Kitakyushu | 2012  | 13        | 3         | -              | -              | 13    | 3     |
| Blaublitz Akita     | 2014  | 26        | 8         | -              | -              | 26    | 8     |
| Blaublitz Akita     | 2015  | 16        | 2         | -              | -              | 16    | 2     |
| Total               | Total | 184       | 30        | 0              | 0              | 184   | 30    |